# Sûreté aéroportuaire
La sûreté (ou sureté) aéroportuaire ou aérienne est la combinaison des mesures ainsi que des moyens humains et matériels visant à protéger l'aviation civile contre les actes d'intervention illicite premedité.